# 亞瓦拉特
亞瓦拉特是哥倫比亞的城鎮，位於該國東南部，由沃佩斯省負責管轄，面積3,459平方公里，海拔高度97米，2005年人口1,201，人口密度每平方公里0.35人。
0°37′N 69°12′W / 0.617°N 69.200°W